# Apáczai Tamás
Apáczai Tamás (1640-1642. körül – Gyulafehérvár, 1686. után) magyar nemes, Apáczai Csere János öccse.
Feltehetőleg bátyja támogatásával tanult Kolozsváron, ahol Bethlen Miklós iskolatársa volt. Zempléni szolgabíró lett, de az 1660-as évek végén a vallásüldözések miatt Erdélybe költözött, és Hunyad megyében lett nótárius. 1671-ben I. Apafi Mihály fejedelem megbízásából tagja volt a török szultánhoz küldött követségnek. Útjáról naplót írt (október 3–26.), amely sokáig kéziratban maradt, mígnem 1890-ben a Magyar Történelmi Tár nyomtatásban közölte. 
Utódok nélkül hunyt el Gyulafehérváron.